# 오셀로

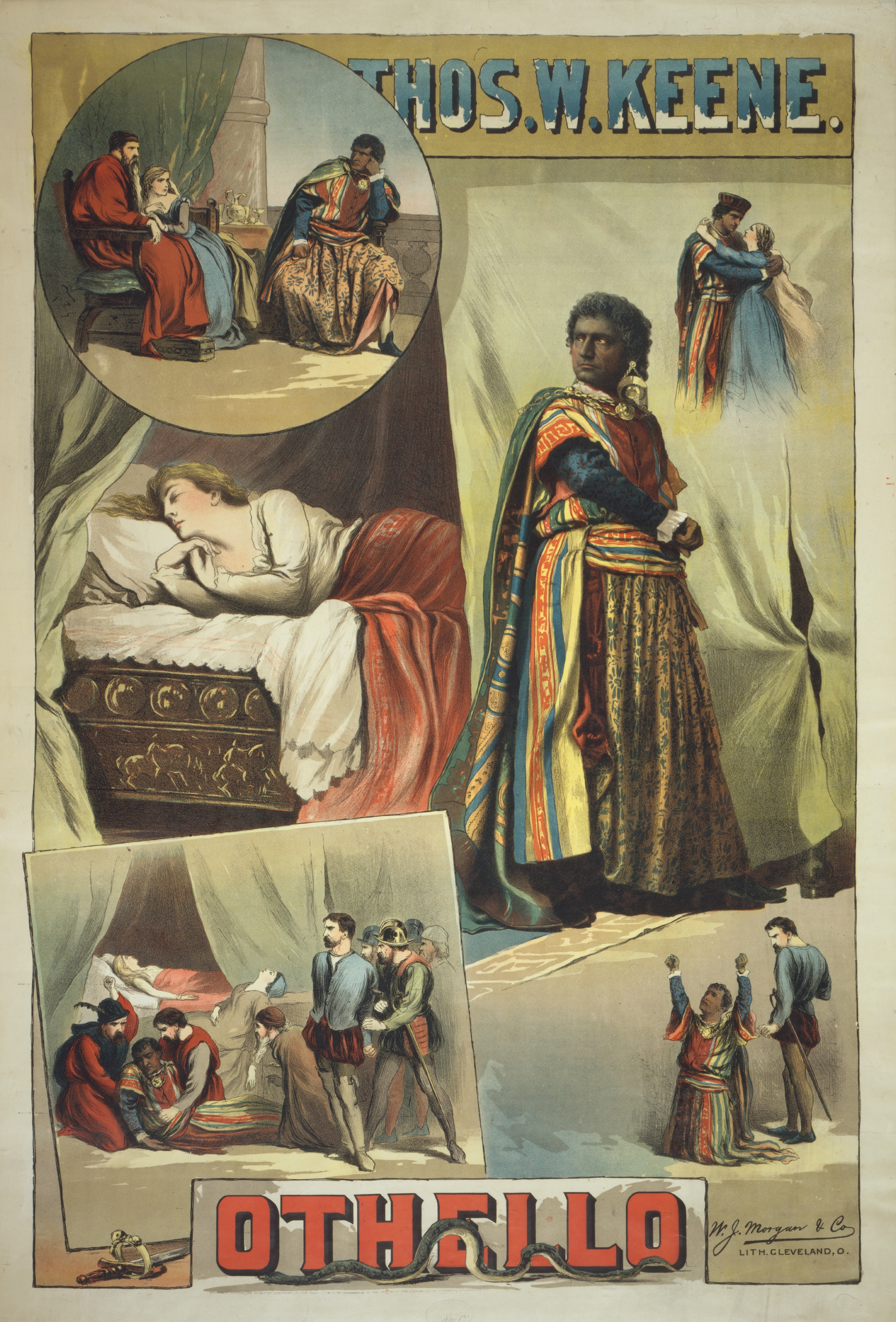
오셀로

《베니스의 무어인 오셀로의 비극》(The Tragedy of Othello, the Moor of Venice, 추정 1604-05), 약칭 《오셀로》(문화어: 오쎌로)는 윌리엄 셰익스피어가 쓴 비극이다. 윌리엄 셰익스피어의 4대 비극은 공통적으로 주인공들이 어떤 성격적 결함을 갖고 있고 이 결함으로 인해 초래된 비극을 다루고 있는데 오셀로는 질투로 인한 비극이다.

## 줄거리
베니스의 장군(將軍)인 무어인(人) 오셀로는 원로원(元老院) 의원 브라반치오의 딸 데스데모나(Desdemona)의 사랑을 받아 그녀를 아내로 맞는다. 그러나 부관(副官)의 지위를 카시오에게 준 오셀로에게 유감이 있었던 기수(旗手) 이아고는 우선 카시오를 실각시키고 그 복직 탄원을 구실로 카시오를 데스데모나에게 접근시킨다. 이후, 아주 무서운 흉계를 꾸미고 오셀로를 속여서 데스데모나의 부정(不貞)을 믿도록 만든다. 의혹과 질투에 사로잡힌 오셀로는 드디어 가장 사랑하는 아내를 침실에서 교살(絞殺)한다. 이아고의 간계는 데스데모나의 시녀이자 자신의 아내인 에밀리아에 의해 폭로되고 에밀리아는 이아고에게 살해된다. 오셀로도 스스로 목숨을 끊음으로써 파국을 맞는다.

## 평가
이 작품의 흥미는 정직의 가면을 쓴 악(惡)의 천재 이아고의 활약에 있으며 그의 행동의 동기에 대하여는 여러 차례 비평가들 사이에서 논의의 대상이 되었다. 오셀로는 지나치게 단순한 주인공으로 보기 쉬우나 자신의 가슴에 검(劍)을 박는 최후의 장면에서 참회하는 그의 심정과 다시금 데스데모나의 진실을 확신하게 된 기쁨을 읽어볼 때에 대개는 이 작품의 주제를 이해할 수 있다.

## 관련 작품
- 영화 《오델로》(1956년)

## 참고 자료
- 이 문서에는 다음커뮤니케이션(현 카카오)에서 GFDL 또는 CC-SA 라이선스로 배포한 글로벌 세계대백과사전의 내용을 기초로 작성된 글이 포함되어 있습니다.